# Sofja Jewgenjewna Lansere
Sofja Jewgenjewna Lansere (russisch Софья Евгеньевна Лансере; * 29. September 2000 in Moskau) ist eine russische Tennisspielerin.

## Karriere
Lansere begann im Alter von sieben Jahren mit dem Tennisspielen, sie bevorzugt dabei laut ITF-Profil Hartplätze.
Sie spielt überwiegend Turniere auf der ITF Women’s World Tennis Tour, bei denen sie bislang vier Einzel- und 15 Doppeltitel gewonnen hat.

## Turniersiege

### Einzel
| Nr. | Datum              | Turnier   | Kategorie | Belag             | Finalgegnerin   | Ergebnis      |
| --- | ------------------ | --------- | --------- | ----------------- | --------------- | ------------- |
| 1.  | 5. Mai 2019        | Chimki    | ITF W25   | Hartplatz (Halle) | Dea Herdželaš   | 6:1, 4:6, 6:3 |
| 2.  | 9. Februar 2020    | Trnava    | ITF W25   | Hartplatz (Halle) | Lina Gjorcheska | 6:2, 6:3      |
| 3.  | 24. September 2023 | Kyoto     | ITF W25   | Hartplatz (Halle) | Hiroko Kuwata   | 6:0, 6:1      |
| 4.  | 6. Juli 2025       | Ma’anshan | ITF W15   | Hartplatz (Halle) | Tiana Tian Deng | 6:1, 6:0      |

### Doppel
| Nr. | Datum              | Turnier             | Kategorie | Belag             | Partnerin                  | Finalgegnerinnen                             | Ergebnis         |
| --- | ------------------ | ------------------- | --------- | ----------------- | -------------------------- | -------------------------------------------- | ---------------- |
| 1.  | 2. März 2019       | Moskau              | ITF W25   | Hartplatz (Halle) | Jelena Rybakina            | Vivian Heisen Hanna Posnichirenko            | 1:6, 6:3, [10:4] |
| 2.  | 14. September 2019 | Meitar              | ITF W60   | Hartplatz         | Kamilla Rachimowa          | Anastassija Gassanowa Walerija Strachowa     | 4:6, 6:4, [10:3] |
| 3.  | 29. Februar 2020   | Moskau              | ITF W25   | Hartplatz (Halle) | Kamilla Rachimowa          | Natela Dsalamidse Valentini Grammatikopoulou | 6:1, 3:6, [10:6] |
| 4.  | 16. April 2022     | Calvi               | ITF W25+H | Hartplatz         | Walerija Strachowa         | Estelle Cascino Jessika Ponchet              | 6:4, 7:65        |
| 5.  | 25. Juni 2022      | Raʿanana            | ITF W25   | Hartplatz         | Marija Timofejewa          | Elena-Teodora Cadar Fanny Stollár            | 6:3, 7:65        |
| 6.  | 15. Oktober 2022   | Trnava              | ITF W60   | Hartplatz (Halle) | Rebecca Šramková           | Lee Pei-chi Wu Fang-hsien                    | 4:6, 6:2, [11:9] |
| 7.  | 28. Januar 2023    | Andrézieux-Bouthéon | ITF W60   | Hartplatz (Halle) | Oxana Selechmetjewa        | Conny Perrin Iryna Schymanowitsch            | 6:3, 6:0         |
| 8.  | 25. März 2023      | Maribor             | ITF W40   | Hartplatz         | Anastassija Tichonowa      | Irina Bara Andreea Mitu                      | 6:3, 6:2         |
| 9.  | 19. Mai 2023       | Saint-Gaudens       | ITF W60   | Sand              | Anna Sisková               | María Herazo González Adriana Reami          | 6:0, 3:6, [10:6] |
| 10. | 10. Juni 2023      | Kuršumlijska Banja  | ITF W25   | Sand              | Valentini Grammatikopoulou | Jazmin Ortenzi Jekaterina Reingold           | 6:3, 6:2         |
| 11. | 7. Juli 2023       | Montpellier         | ITF W60   | Sand              | Amina Anschba              | Julia Lohoff Andreea Mitu                    | 6:3, 6:4         |
| 12. | 19. Oktober 2024   | Huzhou              | ITF W35   | Hartplatz         | Jekaterina Schalimowa      | Xiao Zhenghua Ye Qiuyu                       | 6:2, 6:3         |
| 13. | 26. Oktober 2024   | Qian Daohu          | ITF W35   | Hartplatz         | Jekaterina Schalimowa      | Xun Fangying Zhang Ying                      | 4:6, 6:4, [10:5] |
| 14. | 24. Mai 2025       | Ma’anshan           | ITF W15   | Hartplatz (Halle) | Sandughasch Kenschibajewa  | Guo Meiqi Peangtarn Plipuech                 | 6:3, 3:6, [10:8] |
| 15. | 2. August 2025     | Kuršumlijska Banja  | ITF W15   | Sand              | Alexandra Schubladse       | Jekaterina Agurejewa Eva Zabolotnaia         | 6:1, 6:2         |